# قولوا اسمها

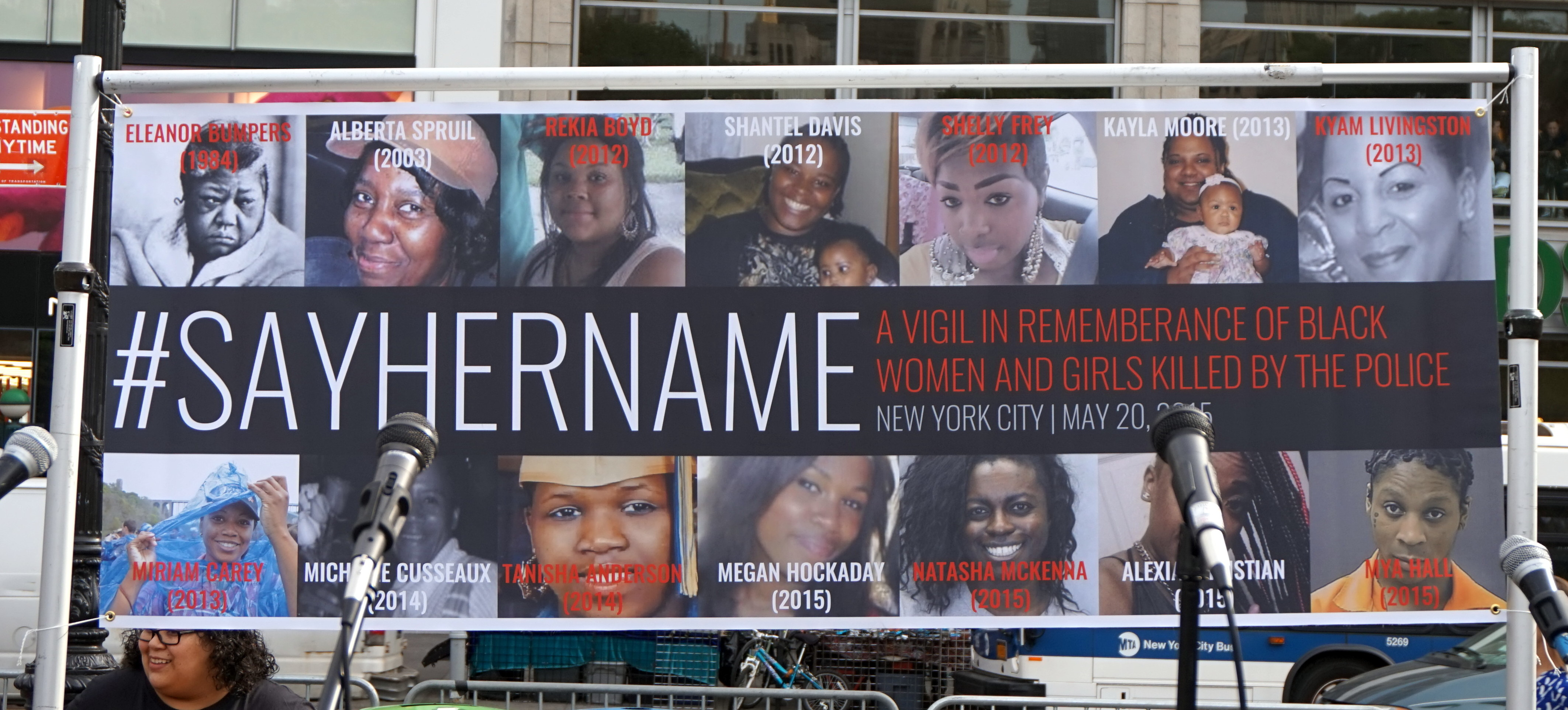

تهدف الحركة الاجتماعية المسمّاة #قولوا_اسمها (بالإنكليزية: #SayHerName)، لزيادة الوعي حول النساء ذوات البشرة السوداء اللاتي وقعن ضحايا لوحشية الشرطة وسياستها العنيفة ضد هذا العرق في الولايات المتحدة الأمريكية.
وتسعى هذه الحركة لتغيير الاعتقاد العام بأن ضحايا تمييز الشرطة الوحشي ذاك هم من الذكور غالباً، وذلك بتسليط الضوء على الطرق الخاصة بالنوع الاجتماعي التي تتأثر بموجبها النساء المنتميات للعرق الأسود بشكل غير متناسب بالأفعال المميتة للظلم العِرقي، فصاغ منتدى السياسة الأفريقية الأمريكية (اختصاراً: AAPF) رابطة الهاشتاغ هذه في شباط/فبراير عام 2015، كمحاولة لإنشاء تواجد كبير على مواقع التواصل الاجتماعي إلى جانب حملات مُسبقة الوجود تنادي بالعدالة العِرقية، مثل «حياة السود مهمة» (#BlackLivesMatter).
فأطلقت الـ(AAPF) في أيار/مايو عام 2015 تقريراً بعنوان «قولوا اسمها: مقاومة وحشية الشرطة تجاه النساء السوداوات»، والذي أوجز أهداف هذه الحركة، فبعد حادثة موت ساندرا بلاند على يد الشرطة في تموز/يوليو عام 2015، أصدرت الـ(AAPF) بالتعاون مع مركز تقاطع أشكال التمييز ودراسات السياسة الاجتماعية في كلية الحقوق في كولومبيا، بالإضافة إلى أندريا ريتي من زمالة سوروس للعدالة، نسخة محدّثة من التقرير الأصلي.
وتضمن الإصدار المحدّث وصفاً لظروف مقتل بلاند، بالإضافة إلى العديد من التقارير التي تفصّل حوادث مؤخرة مارست فيها الشرطة العنف بحق نساء من العرق الأسود، مثل تانيشا أندرسون وريكيا بويد، كما يوفر التقرير إطاراً تحليلياً لاستعياب احتمالية تعرّض أولئك النساء لوحشية الشرطة والعنف الذي تُقره الدولة، بالإضافة إلى تقديم بعض الاقتراحات عن كيفية تحريك مجتمعات متنوعة بشكل فعال وتمكينها من الدفاع عن العدالة العِرقية.
وانطلاقاً من تقرير الـ(AAPF)، تسعى حركة «#قولوا_اسمها» لمخاطبة حجب النساء السوداوات عن وسائل الإعلام الرئيسية، وبشكل أخص حركة «حياة السود مهمة»، [1] ويتضمن جدول أعمال الحركة إحياء ذكرى النساء اللاتي خسرن حيواتهن نتيجة السياسات العنصرية والوحشية المذكورة، حتى لا يتجاهل العامّة نضالات النساء السوداوات ضدها بعد ذلك.

## أصول الحركة

### السياق التاريخي
ما تزال النساء ذوات البشرة السوداء ضحايا شائعين لوحشية الشرطة منذ أكثر من قرن، ولكن قصصهن غالباً ما تُهمل، علماً أن تجاربهن مع هكذا وحشية تُعتبر فريدة بالمقارنة مع نظرائهن من الذكور، لأنها تتضمن إساءة جنسيةً غالباً، وتعد النساء أمثال هاتي ماكراي وفتيات حادثة ليسبورغ مجرد أمثلة على العنف الذي تقترفه الشرطة بحق النساء من هذا العرق، ورغم انطلاق حملة «قولوا اسمها» في عام 2015، تعود قضية عنف الشرطة تجاه أولئك النساء لزمن طويل.

### إنشاء الحملة
نشأت حركة «قولوا اسمها» كنتيجة لحركة حياة السود مهمة وميل وسائل الإعلام الرئيسية لتهميش تجارب النساء السوداوات في سياق وحشية الشرطة والعنف تجاه العرق الأسود، ففي السنوات الأخيرة استحوذت قضيتا قتل الرجلين الأسودَين غير المسلّحين ترايفون مارتن ومايكل براون على اهتمام وغضب شعبيين بما يفوق حوادث مقتل نساء سوداوات أمثال ريكيا بويد وسيلي فري بكثير.
مع العلم أن هذه الحملة لا تسعى لاستبدال «حياة السود مهمة» أو إنقاص قوتها، وإنما إضافة وجهات نظر وآراء جديدة لنقاش الظلم العِرقي ببساطة.

### تقاطع أشكال التمييز
تأخذ حركة «قولوا اسمها» بالحسبان كيفية تأثير الهويات الاجتماعية (بما فيها النوع الاجتماعي، والتوجه الجنسي والطبقة) على تجارب الفرد مع وحشية الشرطة والعنف تجاه العرق الأسود بشكل فعّال، وهو مفهوم يُعرف بتقاطع أشكال التمييز.
فتعتمد الحركة كثيراً على هذا المفهوم من أجل جذب الانتباه للنطاق الكامل لضخايا العنف المنهجي، ويعود الاستخدام الأول لمصطلح تقاطع أشكال التمييز لعام 1989، فكانت كيمبرلي كرينشو المسؤولة عن صياغته، ومنذ ذلك الحين أصبح عاملاً أساسياً للعديد من الممارسات النسوية الحديثة.
ويتضمن تحليل تقاطع أشكال التمييز ضمن حركة «قولوا اسمها» عوامل إضافية إلى جانب المذكورة سابقاً، وهي الوضع التعليمي، والموقع الجغرافي والإعاقة، سواءً للضحايا المُستهدَفين أو الضباط المسؤولين عن السلوك العنيف، وتركّز كرينشو بشكل خاص على دور كل من الإعاقة الجسدية والذهنية كعامل يعرّض الضحايا لخطر أكبر للاستهداف أو التهديد أو حتى العنف من قبل الشرطة، ويتفاقم ذلك بالتمثيل النمطي للعدوانية والضبط الضعيف للمشاعر العائد للنساء والرجال السود في الولايات المتحدة الأمريكية.
وتؤكد هما خليلي على أن ما يزيد عن سبعين امرأة داكنة البشرة قد ماتت كنتيجة لعنف الشرطة أو إساءتها خلال السنوات الثلاث الفائتة، ففي حالات الإساءة التي تستخدم فيها الشرطة الأسلحة النارية، تُشيّء الضحايا من النساء والأطفال تحت مسمى «حوادث جانبية»، ما يحدّ من عنف الجريمة ويزيح المسؤولية واللوم عن عاتق الشرطي، فتسلط حركة «قولوا اسمها» الضوء على هذه الحوادث باعتبارها نمطاً فريداً من العنف الممارَس على أولئك الضحايا، على عكس الرجال السود الذين تخصّهم حركة «حياة السود مهمة».
وتناقش آندريا جاي. ريتشي أن حركة «قولوا اسمها» تخاطب إلى جانب مجموعة النساء السوداوات السبعين أو ضمنها، تصنيفاً أكبر للأشخاص الذين استهدفهم عنف الشرطة، يتضمن المعدلات المرتفعة من النساء ذوات البشرة الملونة الشواذ والمتحولات جنسياً والمُستهدفات بشكل غير متناسب، وتنشأ هذه الفوارق من المعايير الجنسوية والقوالب النمطية التي تمتد جذورها للعبودية والاستعمار، وأٌقحمت أكثر في هذا السياق أثناء الحرب على المخدرات والجدالات القانونية حول حقوق جماعة الإل جي بي تي كيو.

## وسائل الإعلام
تُعتبر حركة «قولوا اسمها» أحد حملات العدالة الاجتماعية المعاصرة العديدة المنخرطة في نشاط رابطة الهاشتاغ والنشاط الرقمي، إذ يؤمن هاشتاغ هذه الحركة الذي صاغته الـ(AAPF) في فبراير/شباط عام 2015 مجتمعاً على الإنترنت للناشطين، والباحثين ومراسلي الأخبار، وغيرهم من مستخدمي وسائل التواصل الاجتماعي، ليشاركوا في الحوار عن العدالة العِرقية إلى جانب حركات اجتماعية أخرى، مثل «حياة السود مهمة».
ويبلغ نشاط الهاشتاغ أوجه على التويتر، وقد أفاد من بين استخداماته العديدة بشكل رئيسي في تسليط الضوء على حوادث النساء السوداوات المؤخرة مع الشرطة والعنف ضد العرق الأسود، بالإضافة للترويج للفعاليات القادمة التي ستقيمها الحركة، وقد أشار أحد تحليلات النشاط على تويتر أن ثلث التغريدات عليه تستخدم هذا الهاشتاغ بالترافق مع اسم امرأة سوداء وقعت ضحية لعنف الشرطة، بينما شملت المحتويات الأخرى التي استخدمت هذا الهاشتاغ روابط لمدونات تكتبها نساء ينتمين للعرق الأسود، كعمود أصوات السود على صفحة ذا هافنغتون بوست، وموقع بلافيتي، و(BlackGirlTragic.com)، وبشكل أقل شيوعاً استخدمه الأشخاص الأكاديميون، وخصوصاً الباحثات النسويات السوداوات، رغم أن أكبر عدد لإعادة مشاركة التغريدات عاد لفنان ذكر أبيض العِرق.

## المؤيدون
يتضمن بعض أقوى داعمي حركة «قولوا اسمها» أشخاصاً تأثروا بشكل مباشر بحوادث القتل تلك، إذ كان أصدقاء الضحايا، وأفراد عائلتاهن، والأفراد الذين شاركوهن هويات اجتماعية مماثلة، ويستمرون بكونهم، مرجّحين للمشاركة في عمليات حشد المؤيدين.
ويندفع العديد من الأشخاص اليافعين (أي البالغين 18-34 سنة من عمرهم)، نظراً لإتاحة الوصول لوسائل التكنولوجيا واستمرار دورات الأخبار على مدار 24 ساعة حالياً، للانخراط مع بعضهم والقيام بأفعال احتجاجية على الظلم العرِقي على الإنترنت.
وقد تلقّت الحركة دعماً من العديد من المشاهير، وهو أمر ضروري لتوسيع قاعدتها الشعبية ووصولها لوسائل التواصل الاجتماعي، فمن خلال استخدام الهاشتاغ «قولوا اسمها»، يمكن للشخصيات المشهورة المؤثرة أن تزيد من الوعي العام وتسلط الضواء على حوادث تتعلق بالظلم العِرقي قد تبقى مجهولة دون ذلك.
وقد شوهد دعم رفيع المستوى كهذا مباشرة بعد مقتل ساندرا بلاند؛ إذ غرّدت الفنانة الموسيقية جانيل موناي على تويتر الهاشتاغ (#SayHerName)، مثلما فعلت الممثلة تاراجي بي. هنسون، كما ذكرت كل من نيكي ميناج، وجيسي جاي وزيندايا كولمان مقتل بلاند على صفحات الإنستغرام الخاصة بهنّ، ويزيد هذا النوع من الدعم من أهمية تقاطع أشكال التمييز لكل من الحركة بشكل عام وداعميها.
كما دعم الاتحاد الأمريكي للحريات المدنية هذه الحركة، فاستخدم الهاشتاغ المذكور للترويج للنشاط المتعلق بشكل خاص بالعنف ضد النساء ذوات البشرة الملوّنة المتحولات جنسياً، وبشكل مماثل تستخدم حملة حقوق الإنسان الهاشتاغ ذاك بهذا السياق، كما وظّفه الحراك النسائي في الولايات المتحدة الأمريكية عام 2017 في منشوراته على تويتر بالحديث عن النساء ذوات البشرة الملونة متحولات الجنس اللاتي قُتلن في هذا العام.

## النتائج

### الأنشطة
منذ بداية الحركة في بدايات عام 2015، أقامت فعاليتين على الصعيد الوطني لرفع الوعي العام، أحدهما جرت في أيار/مايو لذاك العام، والأخرى بعد 12 شهراً تحت عنوان: مظاهرة صامتة: اليوم الوطني للحراك لإنهاء عنف الدولة تجاه النساء والفتيات، وجرى في المدن الكبيرة حول البلاد، وتلقّى اهتماماً كبيراً على مواقع التواصل الاجتماعي،[25] إذ خرج الرجال والنساء لشوارع نيويورك، وشيكاغو، لوس أنجيلوس وغيرها، واضعين أشرطة لاصقة على أفواههم لتمثيل إسكات ومحو قصص النساء والفتيات السوداوات، وحملوا لافتات للتذكير بأولئك اللاتي سُلبن حيواتهن أمام وحشية الشرطة والعنف ضد العِرق الأسود.

### الانتقادات
يدّعي مناصرو حركة «قولوا اسمها» أن الهاشتاغ الخاص بها قد نجح في إنشاء بيئة آمنة على الإنترنت للمجموعات المهمّشة في جميع مجالات الحياة لتتجمع وتقيم الحداد على خساراتها، ورغم انتشار هذا الهاشتاغ من تويتر لفيسبوك ووسائل التواصل الاجتماعي الأخرى، لم تتغير بلاغته، فحتى بتنوع الخلفيات، تعاود المحاور المستبطنة نفسها للضعف أمام إساءات الشرطة الجسدية والعنف الجنسي العدواني ظهورها مع مشاركة كل امرأة لقصتها، ما يوحي بأن مجرد ذكر أسماء الضحايا، وتذكر وجوههن وزيادة الوعي ليس بكافٍ.
ويشير خبراء أن النساء ذوات البشرة السوداء يشكّلن 20% من نسبة الأشخاص غير المسلّحين الذين قتلتهم الشرطة منذ عام 1999، حتى مع بلوغ عددهن بالنسبة للتعداد السكاني 7% فقط، ويفوقه تعداد النساء البيضاوات بنسبة 5:1، [28] بمعنى آخر، رغم تمكّن الهاشتاغ من جلب الوعي عبر منصة عالمية وإنشاء فراغ آمن لمشاركة الأشخاص المختلفين اهتماماهم وأحاديثهم، لا تُظهر الإحصائيات أي تغير حقيقي على مستوى الخطر والعنف المداهمين للنساء ذوات البشرة الملوّنة.